# كونسيويلو موراليس إليزوندو
كونسيويلو موراليس إليزوندو (بالإسبانية: Consuelo Morales Elizondo)‏ هي ناشطة حقوق الإنسان مكسيكية، ولدت في 1948 في مونتيري في المكسيك.